# 99th Infantry Division (Vereinigte Staaten)
Die 99th Infantry Division (deutsch 99. US-Infanteriedivision) war ein Großverband der United States Army im Zweiten Weltkrieg.
Sie spielte eine strategische Rolle während der Ardennenoffensive, als es den unerfahrenen Truppen gelang, den nördlichen Bereich des deutschen Angriffsabschnitts aufzuhalten und so hier ein Vordringen nach Belgien hinein zu verhindern. Seit der Außerdienststellung im Jahre 1945 gehört sie zur „United States Army Reserve“ (inaktiv).
Das 99th Regional Support Command als (traditionelle) Nachfolgeeinheit ist verantwortlich für den Hauptstützpunkt und Administrative Unterstützung aller Einheiten der United States Army Reserve im Bereich des mittleren Atlantik und der nordöstlichen Region der USA. Das „99th Regional Support Command“ Hauptquartier hat seinen Sitz auf der Joint Base Maguire-Dix-Lakehurst in New Jersey.

## Zweiter Weltkrieg
- Aufgestellt: 15. November 1942
- Ankunft in Europa: 30. September 1944
- Feldzüge: Ardennen, Elsass, Rheinland, Mitteldeutschland
- Kampftage: 151
- Rückkehr in die USA: 17. September 1945
- Außerdienststellung: 15. Oktober 1945

## Gefechtskalender

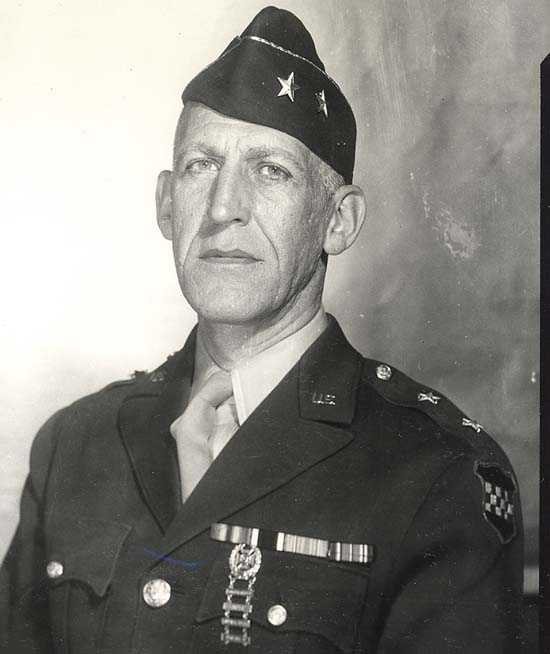
Divisionskommandeur General Walter E. Lauer

### Ankunft in Europa
Die 99th Infantry Division, bestehend aus dem 393rd Infantry Regiment, 394nd Infantry Regiment und 395th Infantry Regiment, traf unter dem Befehl von General Lauer am 10. Oktober 1944 in England ein. Operativ dem V. US-Korps (First Army) zugeordnet verlegte sie am 3. November 1944 nach Le Havre, um von hier aus den Marsch nach Aubel in Belgien anzutreten. Hier sollten die Verbände auf das Einschieben in die Front vorbereitet werden.

### Ardennenoffensive
Der erste Einsatz der Division erfolgte am 9. November 1944, als sie den nahezu 30 Kilometer breiten Abschnitt nördlich der Rur zwischen Schmidt und Monschau zugewiesen bekam.
Nach zunächst defensiven Verharren führte die 99. Infanteriedivision am 13. Dezember einen Angriff gegen den Westwall durch, der jedoch gegen die massive Abwehr ohne Erfolg blieb. Da die „Checkerboard Division“ (Damebrett-Division nach ihrem Ärmelabzeichen) in diesem Jahr noch in keine Kampfhandlungen größeren Ausmaßes verwickelt worden war, erhielt sie den Spitznamen Battle Babies.

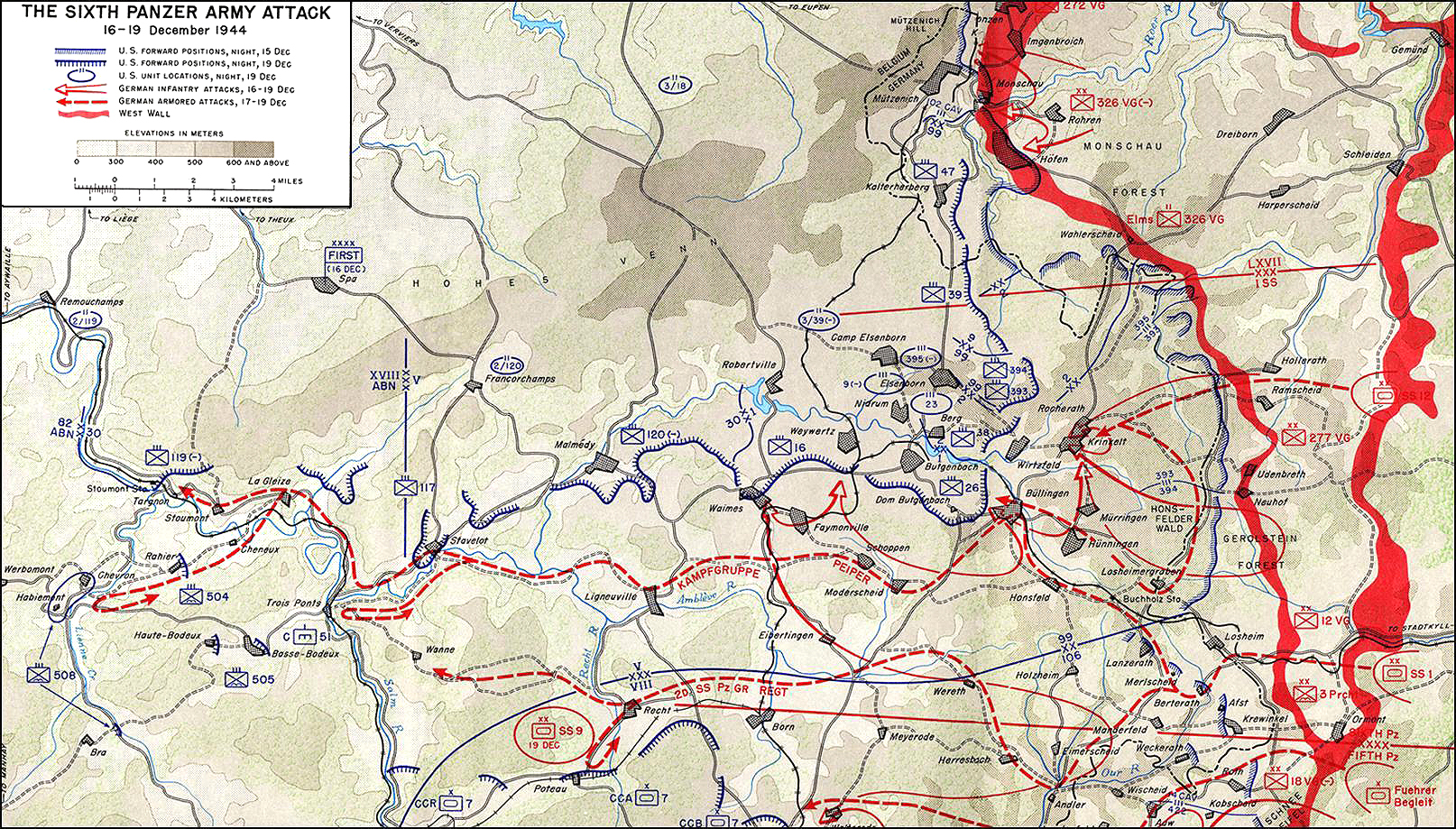
Karte des nördlichen Frontabschnitts während der Ardennenoffensive

Die kampfunerfahrenen Regimenter der Division wurden ab dem 16. Dezember in ihrem Frontabschnitt von Kräften der deutschen 6. Panzerarmee angegriffen, konnten jedoch standhalten und den deutschen Angriffsplan durcheinanderbringen. Gleichzeitig gelang es den Alliierten dadurch rechtzeitig Verstärkungen heranzuschaffen. Obwohl abgeschnitten und in Teilen eingekesselt gaben die Einheiten nicht nach bis Entsatz eintraf. Danach wurden die Verbände auf einen Abwehrriegel östlich von Elsenborn zurückgenommen, der dann gegen schwere deutsche Angriffe verteidigt wurde. Vom 21. Dezember 1944 bis zum 30. Januar 1945 unternahmen die Regimenter der Division ständig gewaltsame Patrouillenunternehmen und griffen auch in Richtung des Waldes von Monschau an. Ab dem 1. Februar folgten weiterhin Säuberungsaktionen und Patrouillenunternehmen, bis die Division am 13. Februar zur Erholung und Ausbildung aus der Front herausgezogen wurde.

#### Aufklärungszug des 394th Infantry Regiment
Der Aufklärungs- und Erkundungszug (ISTAR – Intelligence and Reconnaissance Platoon) des 394th Infantry Regiment dieser Division war der Zug mit den meisten Auszeichnungen der US Army während des Zweiten Weltkrieges.
Am ersten Morgen der Ardennenschlacht verteidigten die Männer des Zuges eine Schlüsselstellung in der Nähe des Losheimergrabens. Unter dem Kommando des erst 20-jährigen Lieutenant Lyle Bouck Jr. gelang es ihnen den Vormarsch der 1. SS-Panzer-Division Leibstandarte SS Adolf Hitler, der Spitze der 6. Panzerarmee für nahezu 20 Stunden zu verzögern. In einem langen und harten Kampf widerstanden die 18 Männer des Zuges, zuzüglich vier Artilleriebeobachter den Angriffen der etwa 500 Soldaten des I. Bataillons des Fallschirmjäger-Regiments 9 (3. Fallschirmjägerdivision). Die Angreifer hatten Verluste in Höhe von zwischen 60 und 100 Mann zu beklagen. Dieser Zug unterbrach ernsthaft die Vorwärtsbewegung der 6. Panzerarmee an der nördlichen Flanke der Offensive. Bei Dämmerungsbeginn am Morgen des 16. Dezember, nach einer schlaflosen Nacht und den harten Kämpfen des Vortages waren die Männer erschöpft und die Munitionsvorräte gingen zur Neige. Daraufhin wurde der Zug von etwa 50 deutschen Fallschirmjägern umgangen und die noch anwesenden 19 Männer gefangen genommen. Zwei Mann waren ausgeschickt worden, Verstärkung zu holen, wurden aber später ebenfalls gefangen. Von den 18 Männern des Zuges waren 14 verwundet, einer der Artilleriebeobachter war gefallen.
Da die Einheit wegen ihrer Gefangennahme, auch wegen der bereits vorher zerstörten Funkgeräte und dem schnellen Vormarsch der Deutschen keine Meldung abgeben konnte, wussten die US-Kommandeure nichts von den Geschehnissen am Losheimergraben. Erst 34 Jahre nach diesen Ereignissen wurden die Angehörigen des Zuges für ihre Tapferkeit ausgezeichnet. Der gesamte Zug erhielt die Presidential Unit Citation, des Weiteren wurde jeder Angehörige ausgezeichnet, mit insgesamt vier Distinguished Service Crosses, fünf Silver Stars, und zehn Bronze Stars mit dem V für „Valor“ (Besonderer Wagemut).

### Kämpfe in Deutschland
Am 2. März 1945 ging die Division in Richtung Köln in die Offensive über. Bei Glesch wurde die Erft überschritten. Nach der Säuberung von westlich des Rheins gelegenen Ortschaften wurde der Fluss am 11. März bei Remagen auf der Ludendorff-Brücke überschritten und über Linz die Wied erreicht. Am 23. März wurde diese passiert, die Autobahn Köln-Frankfurt überquert und schließlich die Dill erreicht. Gegen geringen Widerstand wurde zunächst Krofdorf-Gleiberg und am 29. März Gießen eingenommen. Danach stieß die Division auf Schwarzenau vor und griff am 5. April in die Kämpfe am südöstlichen Teil des Ruhrkessels ein. Trotz heftigen Widerstands brach der Ruhrkessel mit der Kapitulation vom 15. April und der Übergabe von Iserlohn am 16. April zusammen.
Die letzte Operation während des Krieges begann für die Division am 23. April 1945. Sie verlegte nach Süddeutschland, überquerte den Ludwig-Donau-Main-Kanal gegen heftigen Widerstand und richtete am 25. April auf dem jenseitigen Ufer der Altmühl einen Brückenkopf ein. Die Donau wurde dann am 27. April bei Eining und die Isar gegen hartnäckigen Widerstand am 1. Mai bei Landshut passiert.
Der Vormarsch ging dann ohne Gegenwehr weiter bis nach Geisenhausen südöstlich Landshut, wo am 8. Mai auch für die Division der Krieg zu Ende war.

## Unterstellungen auf dem europäischen Kriegsschauplatz
- 4. November 1944: „V. Corps“ – „First United States Army“ – „12th Army Group“
- 18. Dezember 1944: Unterstellt der „2nd Infantry Division“ des V. Corps – First Army – 12th Army Group
- 20. Dezember 1944: Mit der gesamten „First Army“ der britischen „21st Army Group“ unterstellt
- 7. Januar 1944: Von der „2nd Infantry Division“ an das V. Corps zurückkommandiert
- 18. Januar 1945: „V. Corps“ – „First Army“ – „12th Army Group“
- 20. Februar 1945: „VII. Corps“
- 9. März 1945: „III. Corps“
- 19. April 1945: „III. Corps“ – „U.S. Third Army“ – „12th Army Group“

## Anzahl der verliehenen Auszeichnungen
- Distinguished Unit Citations: 2

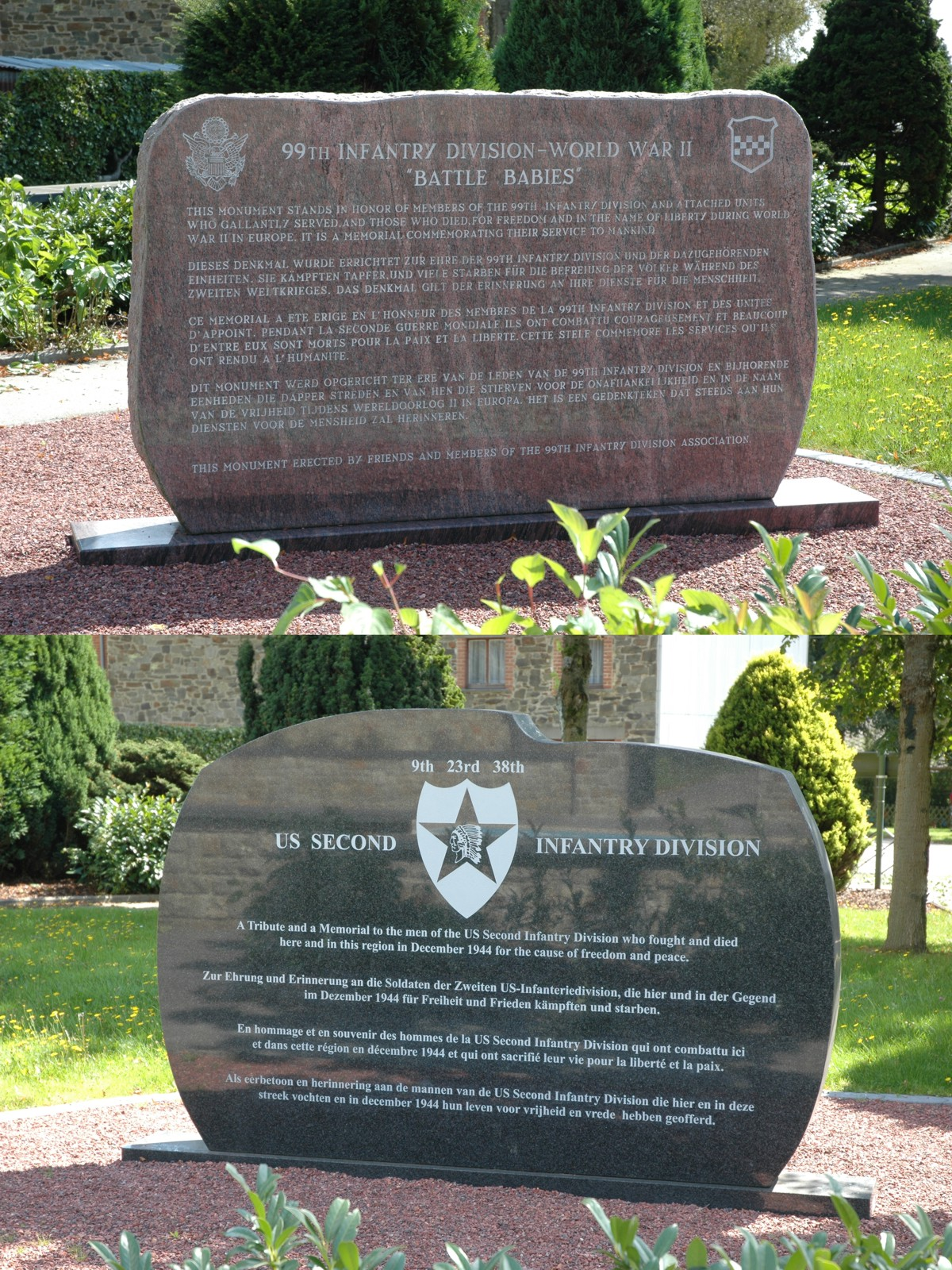
Gedenkstein in Kinkelt

- Distinguished Service Cross (United States): 16
- Distinguished Service Medal (Army): 1
- Silver Star: 252
- Legion of Merit: 6
- Distinguished Flying Cross (United States): 7
- Soldier’s Medal: 8
- Bronze Star: 2.127
- Air Medal: 48
- Medal of Honor: 1

Die „Medal of Honor“ wurde an T/Sgt Vernon McGarity von der Company L, 393rd Infantry Regiment verliehen. Er erhielt sie für seinen Einsatz bei Krinkelt während der beginnenden Kämpfe der Ardennenoffensive am 16. Dezember 1944.
Nach dem Ende der Ardennenoffensive wurde gegenüber dem Divisionskommandeur Major-General Lauer seiner Division sowohl von Field Marshal Sir Bernard Montgomery, Kommandeur der 21st Army Group, als auch and Lieutenant-General Courtney Hodges, Befehlshaber der 1. US-Armee ein mündliches Lob ausgesprochen. Eine schriftliche Belobigung erfolgte dann noch von Major-General Leonard T. Gerow, Kommandeur des V. Corps:
- „I wish to express to you and the members of your command my appreciation and commendation for the fine job you did in preventing the enemy from carrying out his plans to break through the V Corps sector and push on to the Meuse River. Not only did your command assist in effectively frustrating that particular part of the plan, but it also inflicted such heavy losses on the enemy that he was unable to carry out other contemplated missions in other sectors of the Allied front.“

(Es ist mein Wunsch, Ihnen und den Männern Ihres Kommandos Anerkennung und Lob für die gute Arbeit auszudrücken, die sie geleistet haben, um den Feind von der Durchführung seines Plans abzuhalten, im Bereich des V Corps durchbrechen und zur Maas vorzustoßen. Ihr Kommando hat nicht nur diesen Teil des Plan zu verhindern geholfen, sondern auch dem Feind solche schweren Verluste zugefügt, dass er nicht in der Lage war, weitere angedachten Pläne in anderen Bereichen der Alliierten durchzuführen.)
General der Panzertruppe von Manteuffel, Kommandeur der 5. Panzerarmee, sprach in einem Tagesbefehl zu seinen Truppen über die Offensive, dass „… unser hauptsächliche Aufgabe es sein muß, in Bewegung zu bleiben. Ansonsten werden wir nicht erfolgreich sein.“ Die 99th Infantry Division hatte das Vorwärtskommen und so seinen Erfolg verhindert.

## Schlachtordnung (1944–1945)
Aufstellung der 99th Infantry Division:
- Headquarters & Headquarters Company 99th Infantry Division (Stab & Stabskompanie 99th InfDiv)
- Headquarters & Headquarters Battery Division Artillery (Stab & Stabsbatterie der Divisionsartillerie)
- Headquarters, Special troops (Stab der Spezialkräfte)
- Military Police Platoon (1 Zug Militärpolizei)
- 99th Quartermaster Company (Versorgungskompanie)
- 99th Signal Corps Company (Fernmeldekompanie)
- 99th Counter Intelligence Corps Detachment (Spionageabwehrabteilung)
- 99th Cavalry Reconnaissance Troop (Mechanized) (Mechanisierter Kavallerie-Aufklärungstrupp)
- 324th Engineer Combat Battalion (Pionierbataillon)
- 324th Medical Company (Sanitätskompanie)
- 370th Field Artillery Battalion (105 MM) (Feldartillerie-Bataillon mit Haubitze 105 mm)
- 371st Field Artillery Battalion (105 MM) (Feldartillerie-Bataillon mit Haubitze 105 mm)
- 372nd Field Artillery Battalion (155 MM) (Feldartillerie-Bataillon mit Haubitze 155 mm)
- 394th Infantry Regiment (Infanterie-Regiment)
- 395th Infantry Regiment (Infanterie-Regiment)
- 799th Ordnance Light Maintenance Company (Leichte Instandsetzungskompanie)
- 924th Field Artillery Battalion (105 MM) (Feldartillerie-Bataillon mit Haubitze 155 mm)
- 535th AAA A-Weapons Battalion: (Flugabwehrbataillon) vom 11. Dezember 1944 bis 9. Mai 1945
- 629th Tank Destroyer Battalion: (Panzerjägerbataillon) vom 22. Februar 1945 bis 9. Mai 1945
- 644th Tank Destroyer Battalion: (Panzerjägerbataillon) vom 28. Januar 1945 bis 8. Februar 1945
- 750th Tank Battalion: (Panzerbataillon) 28. Januar 1945 bis 5. Februar 1945
- 786th Tank Battalion: (Panzerbataillon) 23. Februar 1945 bis 9. Mai 1945
- 801st Tank Destroyer Battalion: (Panzerjägerbataillon) 9. November 1944 bis 3. Februar 1945
- 814th Tank Destroyer Battalion: (Panzerjägerbataillon) 8. Februar 1945 bis 13. Februar 1945
- 817th Tank Destroyer Battalion: (Panzerjägerbataillon) 13. Februar 1945 bis 22. Februar 1945

## Divisionskommandeure
- Major General Thompson Lawrence (November 1942 – Juli 1943)
- Major General Walter E. Lauer (Juli 1943 bis 18. August 1945)
- Major General Frederick H. Black (August 1945 – zur Außerdienststellung)

## Verbandsabzeichen
Das Ärmelabzeichen der Einheit zeigt einen schwarzen Schild mit fünf Spitzen in das querlaufend ein Band aus blauen und weißen Quadraten eingelegt ist. Schwarz repräsentiert die Stahlwerke von Pittsburgh im Staat Pennsylvania, wo die überwiegende Mehrheit der Soldaten der Division herstammte. Die blauen und weißen Karos sind dem Wappen des William Pitt entlehnt, nach dem die Stadt Pittsburgh ihren Namen hat.

## Tradition
Die Tradition der Division wird heute vom „99th Regional Support Command“ der United States Army Reserve mit Hauptquartier in Fort Dix, New Jersey fortgesetzt. Die Regional support commands (RSCs) führen jedoch lediglich Nummer und Ärmelwappen einer jeweiligen Infanteriedivision haben aber kein Anrecht auf die dieser Division verliehenen Ehrungen und Auszeichnungen.